# Ib Lanzky-Otto
Ib Lanzky-Otto, född 8 juli 1940 i Gentofte, Danmark, död 30 augusti 2020 i Märsta, var en dansk valthornist.
Ib Lanzky-Otto började spela valthorn sexton år gammal år 1956. Hans lärare var hans pappa, Wilhelm Lanzky-Otto, hornist i stockholmsfilharmonikerna. Han fortsatte att studera för sin far på Musikhögskolan i Stockholm.
Lanzky-Otto var hornist i Hovkapellet 1958–1961, i Kungliga filharmonikerna från 1961, vars förstehornist han var sedan 1967. Dessutom var han medlem av Filharmonins brassensemble från 1975. Han invaldes den 14 maj 1992 som utländsk ledamot nr 406 av Kungliga Musikaliska Akademien.
Förutom sitt arbete i orkestrar, hade Lanzky-Otto också en karriär som solist. Han gav konserter i de nordiska huvudstäderna, i Tyskland, i Tjeckoslovakien, och i USA, där han sedan 1970 undervisade vid Florida State University's sommarkurser för hornister. Han höll även mästarkurser vid Institut des Hautes Études Musicales i Montreux.
Som hornist karaktäriserades Lanzky-Otto av kraftfullheten i klangen, styrkan i ansatserna, och hans säkerhet när det gällde att klara typiska "hornproblem".
Lanzky-Otto är begravd på Sandsborgskyrkogården i Stockholm.

## Diskografi
- Lars-Erik Larsson: Concertino för valthorn och stråkorkester; Åke Hermanson: Alarme, op. 11; Paul Hindemith: Sonat för horn och piano. Caprice CAP 1017 (1970-1971).
- Richard Strauss: Hornkonsert nr. 2; Gunnar de Frumerie: Konsert för valthorn och orkester. Caprice CAP 1103 (1976).
- Swedish And Danish Music For The Horn. Ib Lanzky-Otto, Albert Linder, Ingemar Bergfelt. Wisa WISLP 587 (1980).
- Music for Horn and Piano by Schumann, Mendelssohn, Mozart, Bentzon, Heise, Nielsen. Ib Lanzky-Otto, Wilhelm Lanzky-Otto, Horn & Piano. BIS LP-204 (1982).
- Mozart in Concert. Putte Wickman, Ib Lanzky-Otto, Uppsala Chamber Soloists. Four Leaf Clover Records FLCCD 103 (1989).
- Music for French Horn. Ib Lanzky-Otto, Albert Linder. 	BIS-CD-47 (1995).